# Mehamnfjorden
71°3′56″N 27°52′0″Ø / 71.06556°N 27.86667°Ø
Mehamnfjorden (nordsamisk Donnjevuotna) er en fjord på nordsiden af Nordkinnhalvøen i Gamvik kommune i Troms og Finnmark fylke i Norge. Fjorden er 6 km lang, og har indløb mellem Smørbringen i vest og Kamøynæringen i øst, og går i sydlig retning til byen Mehamn.
Vest for Smørbringen ligger Magkeilfjorden og øst for Kamøynæringen ligger Skittenfjorden. Fra Mehamn strækker Vedvikneset sig nordover i fjorden og deler den i to. På østsiden ligger Normannsetfjorden, mens Mehamnfjorden går lidt længere mod syd før den igen bliver delt i to af Steinfjordneset. Her ligger Steinfjorden på vestsiden og Sørfjorden på østsiden. 